# Juan Francisco García
Juan Francisco García García (Valencia, 1976. július 15. –) spanyol válogatott labdarúgó.
A spanyol labdarúgó-válogatott tagjaként részt vett a 2002-es labdarúgó-világbajnokságon.

## Statisztika

### Válogatott
| Spanyolország | Spanyolország | Spanyolország | Spanyolország |
| Év            | Mérkőzés      | Gól           |               |
| ------------- | ------------- | ------------- | ------------- |
| 2000          | 2             | 0             |               |
| 2001          | 2             | 0             |               |
| 2002          | 6             | 0             |               |
| 2003          | 1             | 0             |               |
| Összesen      | 11            | 0             |               |

## Sikerei, díjai

### Klub
- Levante UD:
  - Spanyol harmadosztály 1995-96
- Valencia CF:
  - Copa Del Rey : 1998-99
  - Intertotó-kupa: 1998
- Celta Vigo:
  - Intertotó-kupa: 2000
- Ajax:
  - Holland kupa : 2005-06